# 郡山軍助
郡山 軍助（こおりやま ぐんすけ、生年不明 - 1911年（明治44年）2月4日）は、明治時代の官吏。

## 経歴
福井県南条郡長、佐賀県神埼郡長を経て、1908年（明治41年）10月、同県西松浦郡長に就任。その後、鹿児島県薩摩郡長在任中に死去した。